# 沙咀 (西貢)
沙咀是位於香港西貢區白沙灣 (西貢)，地理些屬於麻籃笏半島的一個海角。沙咀的東面與馬鞍山郊野公園相連，北面及西面被白沙灣環繞，南面為另一海角萬頭咀，東南面為泳灘三星灣。
沙咀上有兩個渡頭，以及香港童軍總會王兆生領袖訓練學院，該設施為香港童軍總會旗下一個營地及領袖訓練場地，佔地4,420平方米。
來往沙咀的交通，一般依賴水上交通出入，但無定期航班，可於白沙灣碼頭乘船，船程約5分鐘；或可循山徑向北經蕉徑往西貢公路或西貢市。